# 洪梅镇 (东莞市)
洪梅镇，中国广东省东莞市下辖的一个镇，是东莞市历史最短的一个镇。总面积33平方公里，常住人口1.9万人，外来人口2万人。鎮人民政府駐府前街1號。

## 行政区划
洪梅镇下辖以下地区：
洪梅社区、洪屋涡村、新庄村、梅沙村、金鳌沙村、乌沙村、尧均村、夏汇村、氹涌村和黎洲角村。

## 人口
根據第七次全国人口普查數據，截至2020年11月1日零時，洪梅鎮常住人口65325人。